# Секемаш
Секемаш (рум. Săcămaș) — село у повіті Хунедоара в Румунії. Входить до складу комуни Ілія.
Село розташоване на відстані 314 км на північний захід від Бухареста, 19 км на захід від Деви, 118 км на південний захід від Клуж-Напоки, 113 км на схід від Тімішоари.

## Населення
За даними перепису населення 2002 року у селі проживали 226 осіб, з них 222 особи (98,2%) румунів. Рідною мовою 224 особи (99,1%) назвали румунську.